# 플라스토사이아닌

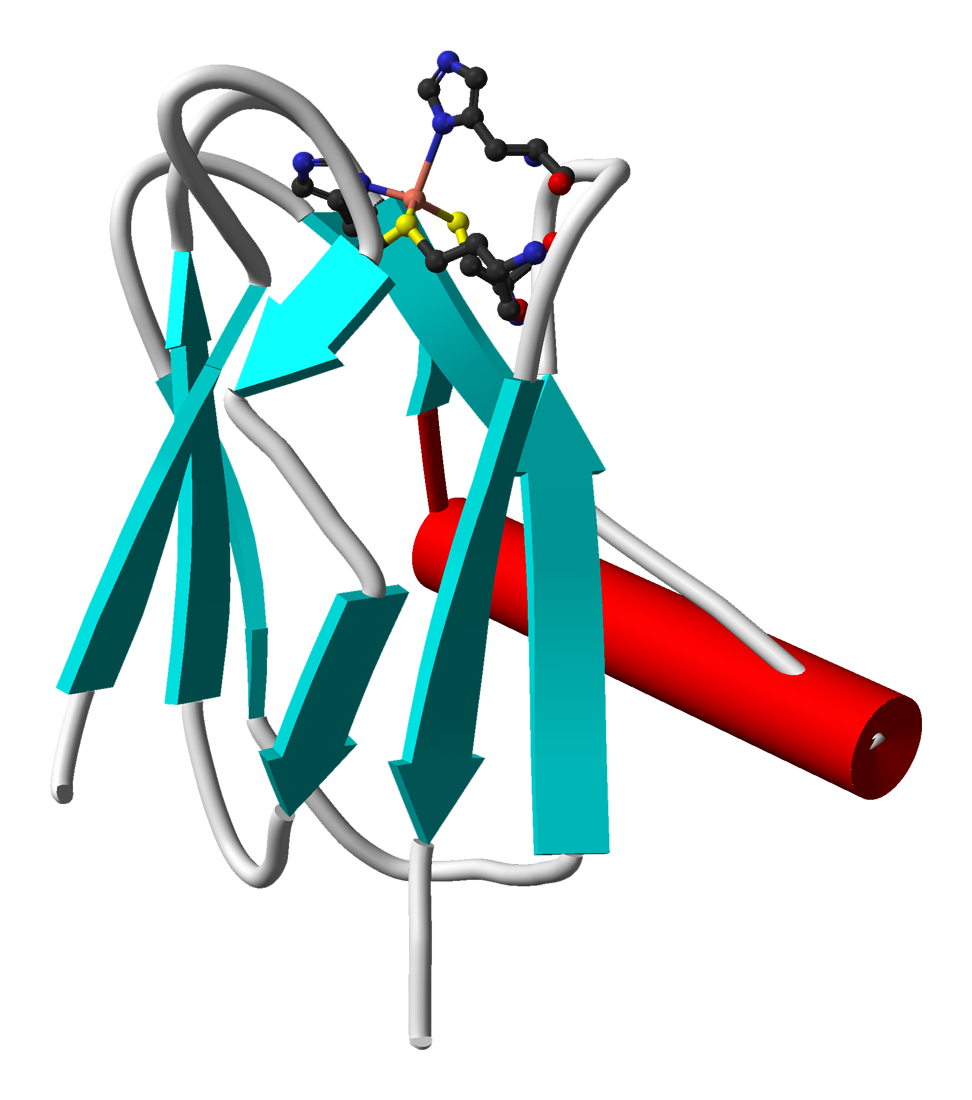
PDB 3BQV의 구조

플라스토사이아닌(영어: plastocyanin)은 전자전달을 매개하는 구리 함유 단백질이다. 플라스토사이아닌은 다양한 식물에서 발견되며 광합성에 참여한다. 플라스토사이아닌은 청색 구리 단백질의 원형으로 강렬한 청색 금속단백질 계열이다.

## 기능
광합성에서 플라스토사이아닌은 사이토크롬 b6f 복합체와 광계 I의 P700+사이에서 전자 운반체로 역할을 한다. 사이토크롬 b6f 복합체와 P700+는 둘 다 엽록체의 틸라코이드 막의 내부 쪽으로 노출된 막 결합 단백질이다. 사이토크롬 f는 전자 공여체로 역할을 하는 반면 P700+는 환원된 플라스토사이아닌으로부터 전자를 받는다.

## 구조

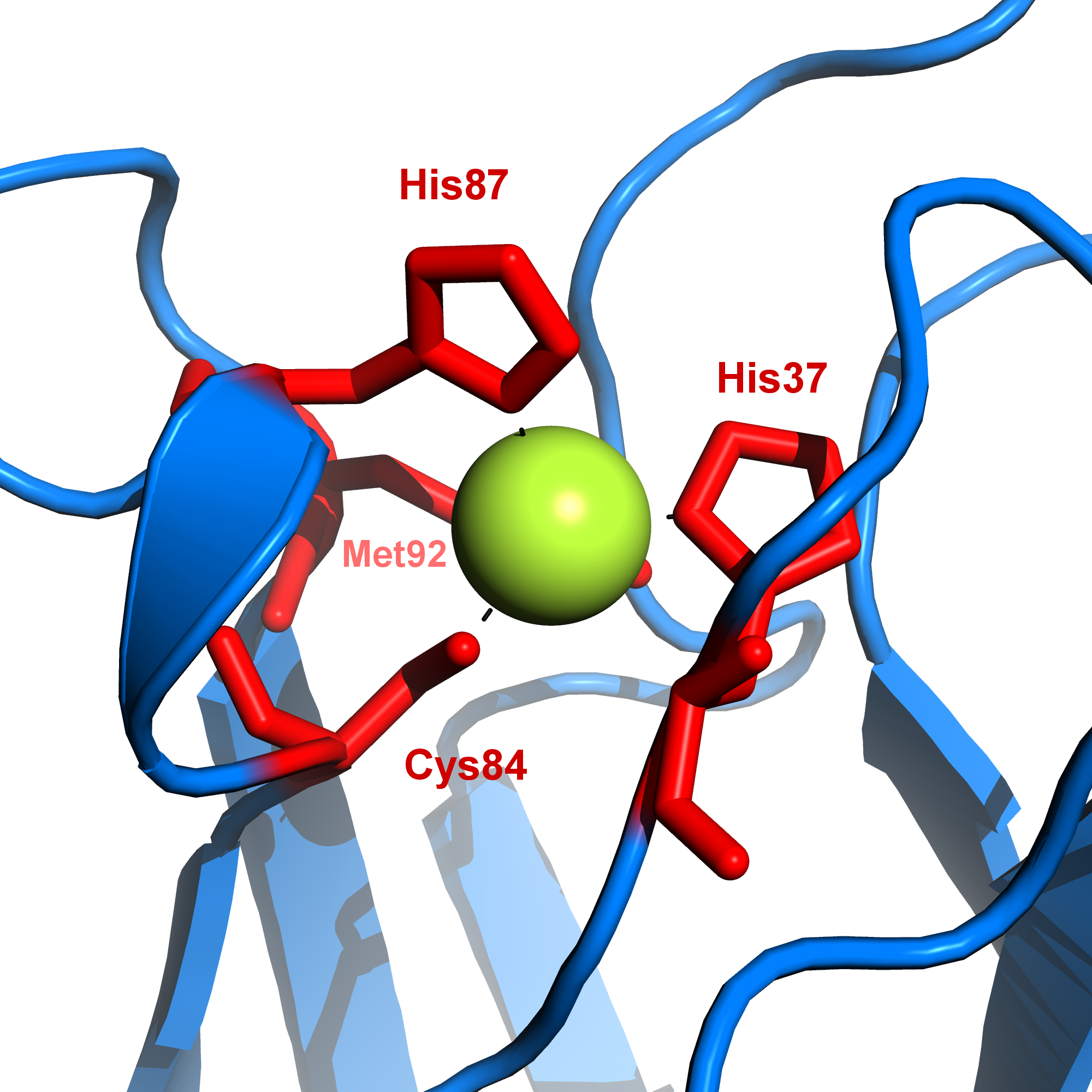
플라스토사이아닌의 구리 부위는 구리를 둘러싼 4개의 아미노산으로 구성되어 있다.

플라스토사이아닌은 X선 결정학으로 특징지어진 최초의 청색 구리 단백질이다. 플라스토사이아닌은 한 개의 구리 중심을 포함하는 8가닥의 역평행 β-배럴을 특징으로 하고 있다.
포플러, 조류, 파슬리, 시금치 및 프랑스 콩 식물의 단백질 구조는 결정학적으로 특정되었다. 모든 경우에 결합 부위는 일반적으로 보존된다. 구리 중심에 결합된 4개의 리간드는 2개의 히스티딘 잔기(His37 및 His87)의 이미다졸기, Cys84의 싸이올레이트 및 Met92의 싸이오에터이다. 구리 결합 부위의 형상은 ‘왜곡된 삼각 피라미드’로 설명된다. Cu-S (Cys) (207 pm) 접점은 Cu-S (Met) (282 pm) 결합보다 훨씬 짧다. 신장된 Cu-싸이오에터 결합은 CuII 상태를 불안정하게 하여 산화력을 향상시키는 것으로 보인다. 파란색 (597 nm 피크 흡수)는 Spπ에서 Cudx2-y2로의 전하 이동 전이에 할당된다.
환원된 형태의 플라스토사이아닌에서 His87은 양성자화된다.
구리 결합 부위 근처의 단백질 분자 표면은 약간 다르지만 모든 플라스토사이아닌은 구리 결합 부위의 노출된 히스티딘을 둘러싼 소수성 표면을 가지고 있다. 식물의 플라스토사이아닌에서 산성 잔기들은 고도로 보존된 Tyr83의 양쪽에 위치한다. 조류의 플라스토사이아닌과 미나리과의 유관속 식물의 플라스토사이아닌은 비슷한 산성 잔기들을 포함하고 있지만 식물의 플라스토사이아닌과는 모양이 다르다(잔기 57과 58이 부족하다). 남세균에서 표면에 하전된 잔기들의 분포는 진핵생물의 플라스토사이아닌과는 다르며, 다른 세균 종들 간의 차이가 크다. 많은 남세균의 플라스토사이아닌에는 107개의 아미노산이 있다. 산성 패치는 세균에서 보존되어 있지 않지만 소수성 패치는 항상 존재한다. 이러한 소수성 및 산성 패치는 전자전달과 관련된 다른 단백질들의 인식/결합 부위로 여겨진다.

## 반응
플라스토사이아닌(Cu2+Pc)은 다음과 같은 반응에 따라 사이토크롬 f에 의해 환원된다.
Cu2+Pc + e− → Cu+Pc
해리 후 Cu+Pc는 P700+와 인식/결합이 일어날 때까지 내강의 공간을 통해 확산되며, 이때 P700+는 다음과 같은 반응에 따라 Cu+Pc를 산화시킨다.
Cu+Pc → Cu2+Pc + e−
산화환원전위는 약 370 mV이며, 등전점 pH는 약 4이다.

## 엔타틱 상태
촉매의 기능은 전자전달(산화환원) 반응의 속도를 증가시키는 것이다. 플라스토사이아닌은 전자를 전달하는 데 필요로 하는 전이 에너지를 감소시키는 효소처럼 덜 작동한다고 믿어진다. 플라스토사이아닌은 반응물의 에너지를 증가시켜 산화환원반응이 일어나는 데 필요한 에너지의 양을 감소시키는 엔타틱 상태(entatic state)의 원리에 더 많이 작용한다. 또 다른 하나는 플라스토사이아닌의 기능을 다시 바꾸는 것인데, 이것은 약 16~28 kcal/mol로 측정된 작은 재구성 에너지를 제공함으로써 전자전달 반응을 촉진할 수 있다는 것이다.
플라스토사이아닌의 산화환원반응의 특성을 연구하기 위해 양자역학/분자역학 (QM/MM) 분자동역학 시뮬레이션과 같은 방법을 사용한다. 이 방법은 플라스토사이아닌이 약 10 kcal/mol의 엔타틱 변형 에너지를 갖는지 확인하는 데 사용되었다.

## 바다에서
일반적으로 플라스토사이아닌은 엽록소 b를 가지고 있는 생물, 남세균, 엽록소 c를 가지고 있는 조류에서 발견된다. 플라스토사이아닌은 바다에서 발견되는 규조류인 Thalassiosira oceanica에서도 발견되었다. 바다에 용해되어 있는 구리의 농도가 보통 낮기 때문에(0.4~50 nM 사이) 플라스토사이아닌을 가지고 있는 생물을 발견하는 것은 놀라운 일이다. 그러나 바다의 구리 농도는 아연 및 철과 같은 다른 금속들의 농도에 비해 상대적으로 높다. 식물성 플랑크톤과 같이 바다에 사는 다른 생물들은 광합성을 촉진하고 성장하기 위해 이러한 저농도 금속(Fe 및 Zn)을 필요로 하지 않는 방향으로 진화해왔다.

## 더 읽을거리
- Berg, Jeremy Mark; Lippard, Stephen J. (1994). 〈Blue Copper Proteins〉. 《Principles of bioinorganic chemistry》. Sausalito, Calif: University Science Books. 237–242쪽. ISBN 978-0-935702-72-9.
- Sato K, Kohzuma T, Dennison C (February 2003). “Active-site structure and electron-transfer reactivity of plastocyanins”. 《Journal of the American Chemical Society》 125 (8): 2101–12. doi:10.1021/ja021005u. PMID 12590538.